# Abu Dhabi Open
Abu Dhabi Open je profesionální tenisový turnaj žen hraný v Abú Zabí, hlavním městě stejnojmenného emirátu i Spojených arabských emirátů. Založen byl v roce 2021. Na okruhu WTA Tour se začlenil do kategorie WTA 500. Dějištěm se stalo Mezinárodní tenisové centrum Zayedova sportovního města, s kapacitou centrálního dvorce pěti tisíc diváků. Do dvouhry nastupuje dvacet osm hráček a čtyřhry se účastní šestnáct párů.
V oblasti Perského zálivu se Abu Dhabi Open zařadil k ženským turnajům Dubai Tennis Championships a Qatar Ladies Open, rovněž probíhajícím na Arabském poloostrově.

## Historie
Turnaj byl založen během pandemie covidu-19 v roce 2021, kdy byl okruh výrazně modifikován. V kalendáři získal jednoletou licenci, jakožto náhrada za zrušení části australské letní sezóny. Na začátku ledna 2021 tak zahájil ročník WTA Tour 2021, jakožto jediná událost hraná v daném měsíci. Hráčky se po skončení přesunuly charterovými lety do Melbourne. Na okruh se vrátil v roce 2023 v podobě stabilní součásti zimní sezóny. Titulárním partnerem se stala státní holdingová společnost s globálním portfoliem, suverénní investiční fond Mubadala Investment Company v emirátu Abú Zabí.
Udělením divoké karty do kvalifikace ročníku 2024 se 19letá Yara Alhogbaniová stala první saúdskoarabskou tenistkou hrající na turnaji organizovaném WTA.

## Vývoj názvu turnaje
- 2021: Abu Dhabi WTA Women’s Tennis Open
- od 2023: Mubadala Abu Dhabi Open, titulární partner Mubadala Investment Company

## Přehled finále

### Dvouhra
| Rok  | vítězka               | finalistka             | výsledek            |
| ---- | --------------------- | ---------------------- | ------------------- |
| 2021 | Aryna Sabalenková     | Veronika Kuděrmetovová | 6–2, 6–2            |
| 2022 | turnaj se nekonal     | turnaj se nekonal      | turnaj se nekonal   |
| 2023 | Belinda Bencicová     | Ljudmila Samsonovová   | 1–6, 7–6(10–8), 6–4 |
| 2024 | Jelena Rybakinová     | Darja Kasatkinová      | 6–1, 6–4            |
| 2025 | Belinda Bencicová (2) | Ashlyn Kruegerová      | 4–6, 6–1, 6–1       |

### Čtyřhra
| Rok  | vítězky                                 | finalistky                        | výsledek          |
| ---- | --------------------------------------- | --------------------------------- | ----------------- |
| 2021 | Šúko Aojamová Ena Šibaharaová           | Hayley Carterová Luisa Stefaniová | 7–6(7–5), 6–4     |
| 2022 | turnaj se nekonal                       | turnaj se nekonal                 | turnaj se nekonal |
| 2023 | Luisa Stefaniová Čang Šuaj              | Šúko Aojamová Čan Chao-čching     | 3–6, 6–2, [10–8]  |
| 2024 | Sofia Keninová Bethanie Mattek-Sandsová | Linda Nosková Heather Watsonová   | 6–4, 7–6(7–4)     |
| 2025 | Jeļena Ostapenková Ellen Perezová       | Kristina Mladenovicová Čang Šuaj  | 6–2, 6–1          |